# Esteban León y Medina
Esteban León y Medina (Antequera, 1812-Madrid, 1875) fue un político español, diputado y senador.

## Biografía
Nacido el 5 de agosto de 1812 en la localidad malagueña de Antequera, tras quedar huérfano marchó, en 1826, a Madrid, donde quedó al cuidado de Francisco Fernández del Pino, conde de Pinofiel.  Participó en la revolución de 1854 y tras ella obtuvo escaño de diputado en varias ocasiones, por las provincias de Córdoba y Jaén. Tras la revolución de septiembre de 1868 volvió al Congreso en las Cortes constituyentes de 1869, por la circunscripción de Córdoba. En 1872 fue también senador, por la provincia de Jaén. Padre de Eduardo León y Llerena, falleció el 8 de octubre de 1875 en Madrid.